# 比爾氏彎線䲁
比爾氏彎線䲁（學名：Helcogramma billi），為輻鰭魚綱䲁形目三鰭䲁科彎線䲁屬的一個種，是由帕特里夏·E·哈德利·漢森（Patricia E. Hadley Hansen）於1986年描述，種名是為了紀念美國魚類學家比爾·史密斯-瓦尼茲(Bill Smith-Vaniz），分布於西印度洋斯里蘭卡海域，深度0至10公尺，本魚體型小呈圓柱狀，吻部短，側面鈍，上頜向後延伸至眼前緣下方，上下頜齒細而密，頸背有鱗，尾鰭基部及臀鰭前部無鱗，背鰭硬棘16-17枚、背鰭軟條9-11枚、臀鰭硬棘1枚、臀鰭軟條17-20枚，體長可達3.2公分，棲息在岩礁區，以藻類為食，雌魚產附著性卵在藻類築的巢，雄魚會守護卵，幼魚為浮游性，生活習性不明。